# 大卫氏马先蒿
大卫氏马先蒿（学名：Pedicularis davidii）是列当科马先蒿属的植物，是中国的特有植物。分布于中国大陆的甘肃、四川、陕西等地，生长于海拔1,750米至3,500米的地区，常生于沟边、路旁及草坡上。

## 异名
- 大卫氏马先蒿宽齿变种（学名：Pedicularis davidii var. platyodon）为玄参科马先蒿属下的一个变种。
- 大卫氏马先蒿五齿变种（学名：Pedicularis davidii var. pentodon）为玄参科马先蒿属下的一个变种。